# Diesterweg-Gymnasium (Berlin)
Das Diesterweg-Gymnasium ist ein öffentliches Gymnasium im Berliner Ortsteil Gesundbrunnen des Bezirks Mitte. Es trägt den Namen des deutschen Pädagogen Friedrich Adolph Wilhelm Diesterweg.
Die Schule ist zu Beginn des Schuljahres 2011/12 an den Standort Böttgerstraße 2 in ein saniertes Gebäude gezogen. Seitdem ist sie das erste Ganztagsgymnasium und damit eine Ganztagsschule im Bezirk Mitte und entwickelt ein Profil mit Schwerpunkt Französisch und im künstlerischen Bereich. Das Ganztagskonzept mit dem umfangreichen Angebot an Arbeitsgemeinschaften im Mittagsband wird kontinuierlich erweitert. Das Diesterweg-Gymnasium bemüht sich engagiert und mit Erfolg um die Gleichbehandlung und Integration aller in der Schulgemeinschaft vertretenen Schülergruppen.

## Geschichte
Das Diesterweg-Gymnasium ist aus zwei Schulen hervorgegangen. Eine der beiden Schulen war die 78. Gemeindeschule, die 1895 als 9. Realschule anerkannt wurde. 1917 bekam sie dann den Namen Werner-von-Siemens-Realschule. 1938 wurde die Schule in Gontard-Oberschule für Jungen umbenannt.
Die zweite Schule ist die 1905 gegründete und vier Jahre später anerkannte 14. Realschule. Sie erhielt 1920 den Namen Diesterweg-Realschule. Da der heutige Name des Gymnasiums hier seinen Ursprung findet, wird das Gründungsjahr dieser Schule, also 1905, auch als das Gründungsjahr des Diesterweg-Gymnasiums genannt. Diese Schule war es auch, die den Weg für das Gymnasium ebnete, denn 1928 wurde der Ausbau zur Oberrealschule genehmigt, sodass 1931 das erste Abitur mit Englisch als erste Fremdsprache durchgeführt werden konnte.
Im Zweiten Weltkrieg wurden beide Schulgebäude teilweise von Bomben zerstört, deshalb bezog die Schule Ausweichquartiere in Osterode im Harz, Ostpreußen und im damaligen Protektorat Böhmen und Mähren (heute Tschechien).
Nach dem Krieg wurden die beiden Schulen unter dem Namen Diesterweg-Gymnasium vereinigt und bezogen ein Gebäude in der Badstraße 22 im Bezirk Wedding. Zehn Jahre später zog die Schule in ein Gebäude in der Böttgerstraße in Berlin-Gesundbrunnen.

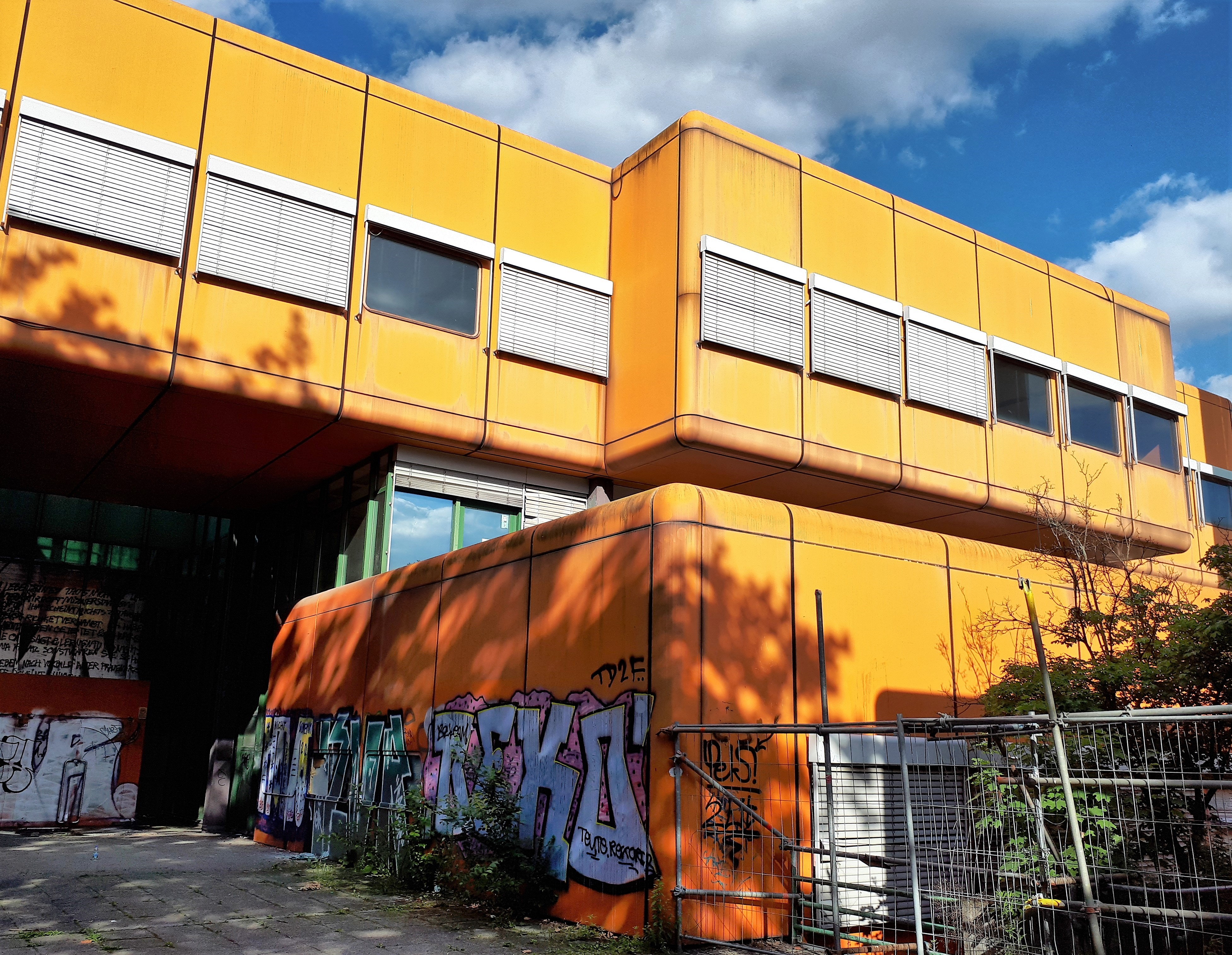
Das nicht mehr genutzte Gebäude in der Putbusser Straße 12

Im Jahre 2001 wurde die Ranke-Schule in das Diesterweg-Gymnasium eingegliedert, anschließend bezog man das in den 70er-Jahren errichtete Gebäude in der Putbusser Straße 12, das bisher allein von der Ranke-Schule genutzt worden war. Das Schulgebäude in der Putbusser Straße wurde von dem Architekturbüro Pysall, Jensen und Stahrenberg & Partner entworfen. Das in knalligem Orange gehaltene Gebäude mit dunkelgrün akzentuierten Details zählt zu den baulich interessanten Architekturen der Nachkriegsmoderne.
Aufgrund eines Beschlusses im Bezirk Mitte aus dem Jahre 2007 ist die Schule zu Beginn des Schuljahres 2011/12 an ihren ehemaligen Standort in der Böttgerstraße zurückgezogen, der mit Mitteln aus dem Konjunkturprogramm des Bundes umfassend renoviert wurde. Dieses Schulgebäude Ecke Pankstraße, Böttgerstraße ist ein Altbau, der 1904/1905 von Ludwig Hoffmann entworfen wurde und zuvor eine Hauswirtschaftsschule, dann ein Oberstufenzentrum beherbergt hatte.
Mit der umfangreichen Sanierung wurde das Gebäude wieder seiner ursprünglichen Bestimmung als allgemeines Schulhaus zurückgegeben und bildet mit dem markanten Treppenhausturm an der Grundstücksecke einen Blickfang.

## Schulprofil

### Interkulturelles Profil mit künstlerischer Ausrichtung

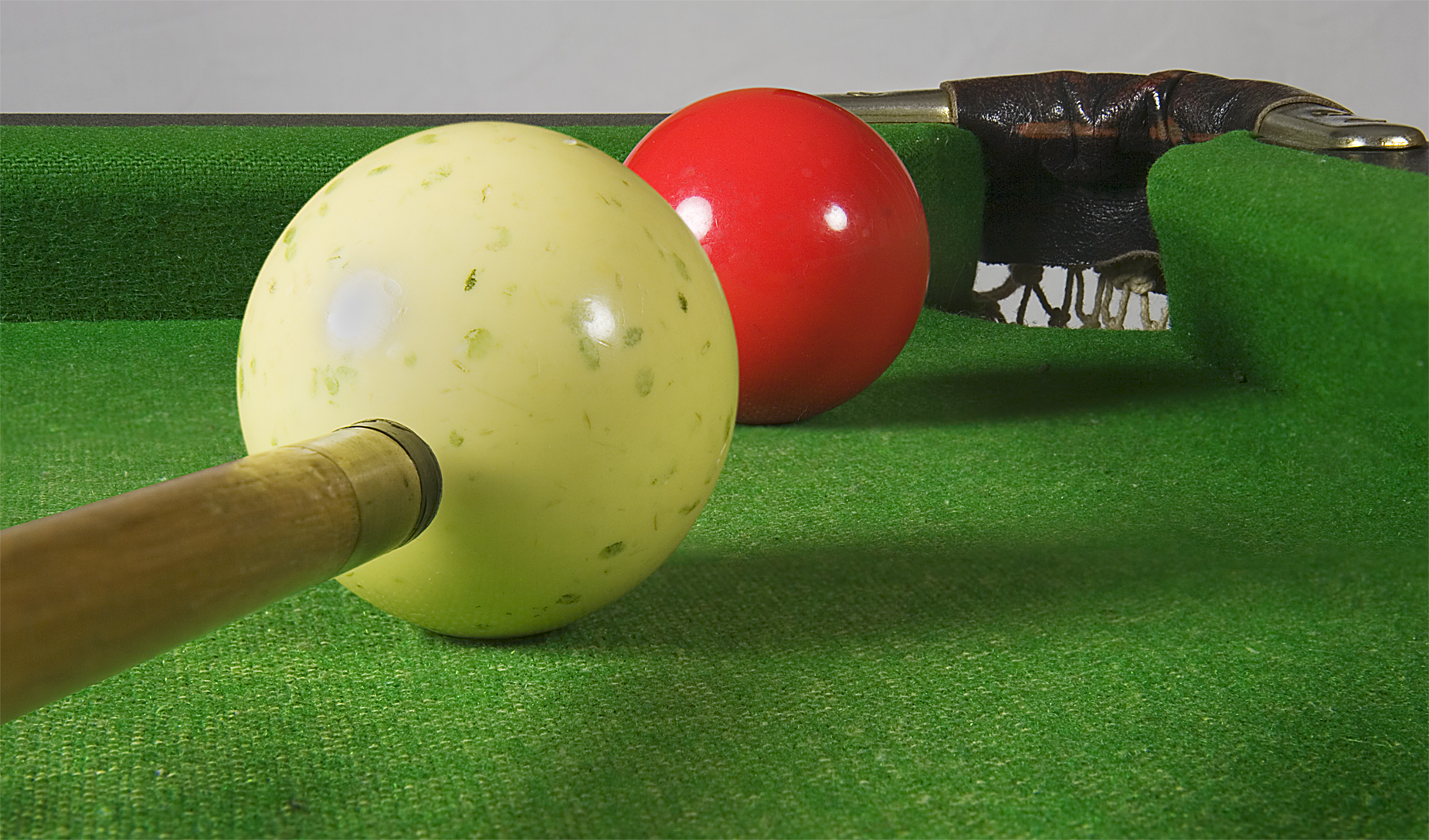
Auch Billard ist ein Angebot im Schulsport

Die 698 Schüler des Diesterweg-Gymnasiums kommen aus 30 Nationen, alle Weltreligionen sind vertreten. Deshalb hat die Schule in ihrem Leitbild Interkulturalität verankert. Lernen über Kulturen ist fester Bestandteil der schulischen Arbeit. Fächerübergreifender Unterricht in Projektform findet für alle Klassenstufen in jedem Schuljahr statt: Das verbindende Thema hat immer einen Zusammenhang mit der Interkulturalität.
Die Schule hat ein interkulturelles Profil mit besonderer künstlerischer Ausrichtung. Im künstlerischen Profilbereich zeichnet sich die Schule kontinuierlich durch Projekte aus. Im sportlichen Bereich nimmt die Schule nicht nur an Wettbewerben teil, sondern versucht aktiv, die Jugendlichen zu gesundem Sport zu erziehen. Dazu gehören auch Veranstaltungen mit Sportlern, die z. B. über Doping aufklären. In der Oberstufe können zudem noch als besondere Sportkurse Windsurfen, Skifahren wie auch Rudern belegt werden. Zum sportlichen Profil gehören auch eher für Schulsport ungewöhnliche Sportarten wie Billard. Im Schulbillardturnier wurden Pokale gewonnen.

### Projekte im Profilbereich Kunst (Auswahl)
Ein Beispiel für die künstlerischen Projekte ist die Dominoaktion aus dem Jahr 2009. Zum Jubiläum des 20-jährigen Mauerfalls beteiligte sich das Diesterweg-Gymnasium mit einer künstlerischen Gestaltung. Die Schüler des Kunstleistungskurses hatten die Möglichkeit, einen Dominostein nach ihren Wünschen zu bemalen, welcher am 9. November 2009 in Berlin mit hunderten von anderen Dominosteinen zu Fall gebracht wurde.
In Kooperation mit der Berliner Wohnungsbaugesellschaft degewo sind Kunstprojekte im Bereich Mode realisiert worden. Die Aktivitäten wurden unter dem Titel „wedding dress“ veröffentlicht. In einem zweimonatigen Workshop wurden 14 Schüler des Diesterweg Gymnasiums im Rahmen des Kunstleistungskurses an das Thema Mode, Produktion und Handel herangeführt, bevor es dann in die Entwurfsphase ging. Entstanden sind kreative Designs, die sich mit den Themen Liebe, Berlin, Musik und Frieden auseinandersetzten.
Ein Beispiel für ein Projekt mit künstlerischem Profil war im Jahr 2010 die Ausstellung „Orange oder die Früchte Abrahams“. Dieses Projekt beschäftigte sich mit den Bilderkulturen der drei monotheistischen Weltreligionen Judentum, Christentum und Islam.
Seit dem Jahr 2013 setzt eine besondere Aktivität die Arbeit im Kunstbereich fort: der Graffiti-Zusatzkurs. In der gymnasialen Oberstufe wird der von der Senatsverwaltung Berlin genehmigte Zusatzkurs Graffiti-Wandmalerei als Baustein des künstlerischen Profils dieser Schule angeboten. In der Klasse 11 können besonders kunstinteressierte Schüler den Graffiti-Kurs regulär als Zusatzkurs anwählen. Im Jahr 2014 wurde von diesem Kurs die Fassade des Schulgebäudes mit einem Wandfries über 100 m besprüht. Das Pilot-Projekt wurde in der Presse und im Rundfunk erwähnt. Im Sommer 2015 schloss die Schülergruppe die Fassadengestaltung erfolgreich ab und hatte im November 2015 die Gelegenheit das Projekt im Ausschuss für Kulturelle Angelegenheiten im Abgeordnetenhaus Berlin vorzustellen. Die Folge dieser künstlerischen Aktivitäten im Bereich der Wandmalerei mit Graffiti-Technik war ein weiterer Auftrag im Öffentlichen Raum. Der Graffiti-Zusatzkurs des Diesterweg-Gymnasiums gestaltet 2017 einen Fußgängertunnel in Berlin-Mitte, unter der Leipziger Str. Auch dieses Projekt wird in der Presse erwähnt.
Die Zusammenarbeit mit Künstlern in „team teaching“ zeigt sich als durchgehendes Prinzip des künstlerischen Profils. Im Jahr 2015 wurde ebenfalls gemeinsam mit einer Künstlerin ein Mosaik-Projekt durchgeführt, das speziell für die 8. Klassen konzipiert wurde und die Konzentrationsfähigkeit unterstützen sollte. Mit der Teilnahme am „Tag des offenen Denkmals 2015“ wurde ein kunstbetontes Kooperationsprojekt initiiert, der Kooperationspartner ist das Mitte-Museum.
Zu Beginn des Jahres 2024 beendete der Ergänzungskurs Kunst zudem das gemeinsame Projekt der Verzierung der Fassade des neuen Rewes in der Pankstraße.

### Projekte im Bereich Sprachen (Auswahl)
Im Jahr 2014 wurde im Freizeitbereich der Schule eine Schulbibliothek eröffnet. Dort kann eine wirkungsvolle Leseförderung stattfinden, die den Kindern von Migranten helfen soll. Es gibt eine große Auswahl von Büchern, diese kamen entweder aus dem Kollegium als Spenden oder wurden von außerhalb bestellt.
Das Diesterweg-Gymnasium nahm am 14. Wettbewerb des Landesverbandes der Altphilologen Berlin/Brandenburg im Jahre 2014/2015 teil. In diesem Jahr ging es für die Klassenstufen 5 bis 9 um die szenische Umsetzung eines Lektionstextes in einem Kurzfilm. Zwei neunte Klassen und eine achte Klasse nahmen an diesem Wettbewerb teil. Ein Beispiel für ein Kurzfilmthema wäre der Ausbruch des Vesuvs. Das Diesterweg-Gymnasium schaffte es die ersten drei Preise zu gewinnen.
Seit dem Schuljahr 2021/22 werden Schüler ab der Klasse 5 in einer berlinweit singulären Sprachenfolge Französisch-Latein-Englisch unterrichtet. Die Senatsverwaltung hat dem grundständigen Schulversuch „Altsprachlicher Zug mit erster Fremdsprache Französisch“ zugestimmt und von Seiten der sprach- und literaturwissenschaftlichen Fakultät der Humboldt-Universität gibt es die Zusage einer wissenschaftlichen Begleitung.
Im Schuljahr 2023/24 hat das Diesterweg-Gymnasium erstmals eine bilinguale Französisch-Klasse im 7. Jahrgang eingerichtet, die in den Fächern Geschichte, Geografie und Ethik zunehmend auf Französisch unterrichtet wird. Diese Schüler werden am Ende ihrer gymnasialen Laufbahn das AbiBac ablegen.

### Lehrangebot
Das Diesterweg-Gymnasium umfasst die Klassenstufen von 5 bis 12. Die Unterstufe, 5. und 6. Klasse, ist einzügig, die Mittelstufe, 7. bis 10. Klasse, verläuft vierzügig, die Oberstufe erfolgt in Kursphasen. Seit dem Schuljahr 2010 findet der Unterricht im „Blocksystem“ statt, mit jeweils 90 Minuten Unterricht ohne Pausen. Dadurch ergeben sich längere Lernphasen als im üblichen 45 Minuten Unterricht. In der 10. Klasse werden spezielle Semesterkurse zur Vorbereitung auf die gymnasiale Oberstufe angeboten. Ab dem Schuljahr 2011/2012 ist das Diesterweg-Gymnasium eine Ganztagsschule, bindend bis einschließlich Klasse 10 (Gebundene Ganztagsschule). Die Schule entwickelte ein eigenes Ganztagskonzept mit langer Mittagspause und entsprechendem Angebot an Arbeitsgemeinschaften. Der Schultag umfasst die Zeit von 8.00 Uhr bis 16.00 Uhr, so dass eine Rhythmisierung aus Vormittagsunterricht, Mittagsband und Nachmittagsunterricht entsteht. Eingebunden in die Unterrichtspläne sind Schülerarbeitsstunden, in denen Hausaufgaben erledigt werden oder die als Übungsstunden vor Klassenarbeiten genutzt werden können.
Der Fremdsprachenunterricht Latein unterstützt im Rahmen des Sprachbildungskonzepts den Aufbau sprachlicher Kompetenzen, die zum Beherrschen der Bildungssprache beitragen. Es wurden Wettbewerbe im Fach Latein gewonnen, die der Deutsche Altphilologenverband ausschrieb. Fester Bestandteil des Lehrangebots ist der fächerübergreifende Unterricht, der in jedem Schuljahr zu einem verbindlichen Thema projektartig konzipiert wird. Der fächerübergreifende Unterricht orientiert sich am „Bergheimer Modell“.
Die Schule nimmt am Berliner Programm zur vertieften Berufsorientierung (BvBO) teil und bietet ihren Schülern eine Unterstützung bei der Berufsorientierung und Berufswahlentscheidung.

#### Fremdsprachen
Folgende Fremdsprachen werden angeboten:
Grundständige Klasse:
- Französisch und Latein (Pflichtfächer ab der 5. Klasse)
- Englisch als 3. Fremdsprache (ab der 7. Klasse)

Reguläre 7. Klasse
- Englisch als 1. Fremdsprache  (Pflichtfach ab der 7. Klasse regulär)
- Latein oder Französisch (2. Fremdsprache ab der 7. Klasse regulär)
- 3. Fremdsprache als Wahlfach (Französisch oder Latein ab der 8. Klasse; alternativ zusätzlicher Unterricht in Erdkunde)

Bilinguale Klasse (Französisch)
- Französisch als 1. Fremdsprache (bilingualer Zug ab Klasse 7)

#### Arbeitsgemeinschaften
Es gibt bei den Arbeitsgemeinschaften viele Möglichkeiten.
Die Arbeitsgemeinschaften werden im Mittagsband als verpflichtender Teil der Ganztagsschule angeboten:
- Im musischen Bereich: Percussion-AG
- Im künstlerischen Bereich: Theater-AG (Darstellendes Spiel), Manga-AG (Charakter zeichnen), Wandmalerei-AG, Graffiti-AG, Zeichnen und Illustrieren, Schneiderei-AG, Kunstwerkstatt-AG
- Im sportlichen Bereich: Billard-AG, Tischtennis-AG, Ruder-AG, Basketball-AG, Fußball-AG, Volleyball-AG, Tanzen-AG, Bogenschießen-AG, Boxen-AG, Fitness-AG
- Im sprachlichen Bereich: Französisch-AG, Debating-AG (auf Englisch), Englisch-AG
- Kiosk-AG, Kiz-Geschichte & Migration AG, Kunst & Klima AG, Informatik-AG, Gemeinschaftsspiele-AG
- Sprint-Förderkurs (kostenlose Nachhilfe von Studenten)

### Wertevermittlung im Schulalltag
Das Diesterweg-Gymnasium stellt sich der Herausforderung die unterschiedlichen Kulturen, die die Schülerschaft aus ihren Herkunftsländern mitbringt, in eine gelingende Schulgemeinschaft zu integrieren. Die Lehrkräfte bilden sich regelmäßig fort und es finden auch Veranstaltungen mit Schülern zu kulturellen Werten statt. Ein Beispiel ist eine Veranstaltung mit Ahmad Mansour (Programme Director bei der European Foundation for Democracy in Brüssel und Diplom-Psychologe). Als ehemaliges Mitglied der deutschen Islamkonferenz berät er die Lehrkräfte der Schule. „Die Lehrkräfte haben in einer Fortbildung über Prävention im Bereich Radikalisierung gesprochen und weitere Facetten der pädagogischen Arbeit beratend erörtert. Herr Mansour zeigte sich als sehr aufmerksamer Zuhörer, der genau die Situationen erläutern kann, die zu Konflikten oder Missverständnissen im Unterrichtsalltag führen können.“ Ein Teil der Schulgeschichte, in der so ein Konflikt zum Ausdruck kam, ist der Streit um einen Gebetsraum, der juristisch ausgefochten wurde.
Im Jahr 2007 verrichtete ein muslimischer Schüler sein Mittagsgebet auf dem Gang. Mit Verweis auf das Neutralitätsgebot verbot die Schulleitung ihm dies. Der Schüler klagte im Jahr 2008 gegen die Entscheidung der Schulleitung. Das Verwaltungsgericht Berlin entschied in erster Instanz, dass er mittags in der Schule beten darf. Wegen der grundsätzlichen Bedeutung des Falls wurde eine Berufung zugelassen, die das Land Berlin dann auch beim Oberverwaltungsgericht Berlin-Brandenburg einlegte. 2010 wurde der Beschwerde stattgeben und das muslimische Gebet in diesem konkreten Fall wegen Gefährdung des Schulfriedens verboten. Der Fall sorgte national und international für Aufsehen.
Muslimischen Schülern war schulischerseits ein Gebetsraum zur Verfügung gestellt worden, bis das Gebet gerichtlich verboten wurde. Das Bundesverwaltungsgericht bestätigte in einer Einzelfallentscheidung das Gebetsverbot, insofern durch die Gebete der Schulfrieden und der ordentliche Schulablauf gestört werden.
„Schulen sind, anders als viele mutmaßen, auch nach Auffassung der OVG-Richter keine religionsfreien Räume. Die Einschränkung sei allerdings gerechtfertigt, weil einer „durchaus konkreten Gefahr“ für den Schulfrieden zu begegnen sei.“ So seien Schüler erheblich unter Druck geraten, sich gegen ihren Willen an den Gebeten zu beteiligen.
Das Bundesverwaltungsgericht urteilte am 30. November 2011: Die Verrichtung von Gebeten in der Schule findet ihre Schranke in der Wahrung des Schulfriedens. Ein Schüler ist nicht berechtigt, während des Besuchs der Schule außerhalb der Unterrichtszeit ein Gebet zu verrichten, wenn dies konkret geeignet ist, den Schulfrieden zu stören. „Das Bundesverwaltungsgericht hat … für den konkreten Fall des Klägers entschieden, dass hier aufgrund der Verhältnisse an der von ihm besuchten Schule die Verrichtung des Gebets auf dem Schulflur eine bereits ohnehin bestehende Gefahr für den Schulfrieden erhöhen konnte. Damit ist ein Zustand der Konfliktfreiheit und -bewältigung gemeint, der im Interesse der Verwirklichung des staatlichen Bildungs- und Erziehungsauftrags den ordnungsgemäßen Unterrichtsablauf ermöglicht. Der Schulfrieden kann beeinträchtigt werden, wenn ein religiös motiviertes Verhalten eines Schülers religiöse Konflikte in der Schule hervorruft oder verschärft.“
Diese juristische Auseinandersetzung ist ein Teil der Schulgeschichte und wurde weitgehend aufgearbeitet. Das Diesterweg-Gymnasium als lernende Schule setzt den Weg fort, sich mit Interkulturalität auseinanderzusetzen und von Experten auf diesem Gebiet zu lernen. So fand 2015 ein Studientag statt. Den Lehrkräften der Schule standen bekannte Experten zur Verfügung, z. B. die Rechtsanwältin und Autorin Seyran Ates, die Sozialwissenschaftlerin und Publizistin Dr. Necla Kelek, der Psychologe und Soziologe Kazim Erdogan und die Pädagogin Sanem Kleff. Die Schulgemeinschaft wurde von den Experten unterstützt, weiterhin alle Schüler mit ihren unterschiedlichen Weltanschauungen gleich zu bestärken.

## Sozialarbeit
Die Schule kooperiert seit der Neugestaltung als Ganztagsgymnasium mit der Gesellschaft für Sport und Jugendsozialarbeit. Die Unterrichts- und Erziehungsarbeit wird durch vier Erzieher und Sozialarbeiter unterstützt. Ein Mediator für interkulturelle Kommunikation ist fest an dem Gymnasium beschäftigt.

## Förderverein
Der seit 1994 gegründete Schulverein des Ranke-Gymnasiums heißt seit der Zusammenlegung mit dem Diesterweg-Gymnasium „Freunde des Diesterweg – und Ranke – Gymnasiums e. V.“ Ziele des Fördervereins sind die Unterstützung und Förderung von schulischen Aktivitäten, wie zum Beispiel Klassenfahrten, und die Pflege von Kontakten mit Schülern, Eltern und Lehrern über die Schulzeit hinaus. Seit 2009 findet jedes Jahr ein Ehemaligentreffen (Oktoberfest) statt, bei dem sich ehemalige Schüler und Lehrer zusammenfinden.

## Schülerparlament
Zusätzlich zur Schülervertretung (SV) gibt es im Diesterweg-Gymnasium ein Schülerparlament. Dieses unterstützt die SV, indem es verschiedene Wahlen und Diskussionen zu verschiedenen Themen organisiert. Damit folgt das Diesterweg-Gymnasium den Empfehlungen der Deutschen Gesellschaft für Demokratiepädagogik. Damit soll eine weitgehende Beteiligung der Schülerschaft am schulischen Leben ermöglicht werden und eine demokratische Schulentwicklung, die von der gesamten Gemeinschaft getragen wird.

## Persönlichkeiten

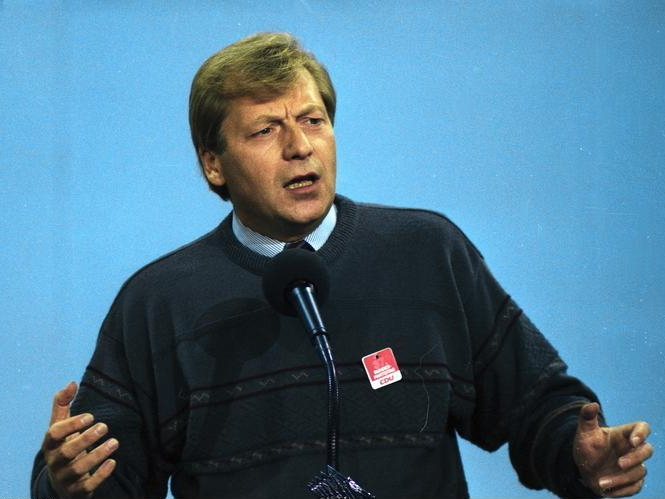
Eberhard Diepgen (hier 1989) ging auf diese Schule

### Schüler (Auswahl)
- Wolfgang Draeger (1928–2023), deutscher Schauspieler und Synchronsprecher
- Harald Juhnke (1929–2005), Schauspieler und Entertainer[46]
- Eberhard Diepgen (* 1941), ehemaliger Regierender Bürgermeister von Berlin
- Martin Buchholz (* 1942), Kabarettist
- Martin Wiebel (* 1943), deutscher Dramaturg, Fernsehredakteur und Filmproduzent
- Roland Stelter (* 1953), deutscher Autor, Bildender Künstler und Gestalter
- Zümrüt Gülbay-Peischard (* 1970), Juraprofessorin
- Antje Kruska (* 1973), Filmemacherin
- Judith Keil (* 1973), Filmemacherin
- DJ Tomekk (* 1975), Tomasz Kuklicz, Hip-Hop-DJ
- Arye Sharuz Shalicar (* 1977), Buchautor und Pressesprecher der israelischen Armee

### Lehrer (Auswahl)
- Götz Frömming (* 1968), deutscher Politiker (AfD)